# کووتا (اکلاهما)
کووتا(به انگلیسی: Coweta) شهری در ایالت اکلاهما کشور ایالات متحده آمریکا است که جمعیت آن در سرشماری سال ۲۰۱۰ میلادی، ۹٬۹۴۳ نفر بوده‌است.